# Posòlas
Posòlas (en francès Pouzolles) és un municipi occità del Llenguadoc, situat al departament de l'Erau i a la regió d'Occitània

## Demografia

Població 1962-2008